# Huneborg-Stadial
| Glaziale/ Interglaziale | Stadiale/ Interstadiale | Zeitraum (v. Chr.) |
| ----------------------- | ----------------------- | ------------------ |
| Weichsel- Spätglazial   |                         |                    |
| Jüngere Dryaszeit       | 10.730–09.700           |                    |
| Alleröd-Interstadial    | 11.400–10.730           |                    |
| Ältere Dryaszeit        | 11.590–11.400           |                    |
| Bölling-Interstadial    | 11.720–11.590           |                    |
| Älteste Dryaszeit       | 11.850–11.720           |                    |
| Meiendorf-Interstadial  | 12.500–11.850           |                    |
| Weichsel- Hochglazial   |                         |                    |
| Mecklenburg-Phase       | 15.000–13.000           |                    |
| Pommern-Phase           | 18.200–15.000           |                    |
| Lascaux-Interstadial    | 19.000–18.200           |                    |
| Laugerie-Interstadial   | 21.500–20.000           |                    |
| Frankfurt-Phase         | 22.000–20.000           |                    |
| Brandenburg-Phase       | 24.000–22.000           |                    |
| Tursac-Interstadial     | 27.000–25.500           |                    |
| Maisières-Interstadial  | 30.500–29.500           |                    |
| Denekamp-Interstadial   | 34.000–30.500           |                    |
| Huneborg-Stadial        | 39.400–34.000           |                    |
| Hengelo-Interstadial    | 41.300–39.400           |                    |
| Moershoofd-Interstadial | 48.700                  |                    |
| Glinde-Interstadial     | 51.500                  |                    |
| Ebersdorf-Stadial       | 53.500                  |                    |
| Oerel-Interstadial      | 57.700                  |                    |
| Weichsel- Frühglazial   |                         |                    |
| Schalkholz-Stadial      | 60.000                  |                    |
| Odderade-Interstadial   | 74.000                  |                    |
| Rederstall-Stadial      | ?                       |                    |
| Brörup-Interstadial     | ?                       |                    |
| Amersfoort-Interstadial | ?                       |                    |
| Herning-Stadial         | 115.000                 |                    |
| Eem-Warmzeit            |                         |                    |
|                         | 126.000                 |                    |

Das Huneborg-Stadial ist ein Kälterückfall während des Weichsel-Hochglazials. Es datiert in etwa in den Zeitraum 40.000 bis 35.000 v. Chr.

## Erstbeschreibung und Typlokalität
Die Erstbeschreibung des Huneborg-Stadials erfolgte 1995 durch Thomas van der Hammen im Zuge seiner stratigraphischen Arbeit über das Dinkeltal in den östlichen Niederlanden. Das Stadial ist nach der Huneborg, einer Burg bei Ootmarsum benannt worden.

## Stratigraphie und Korrelationen

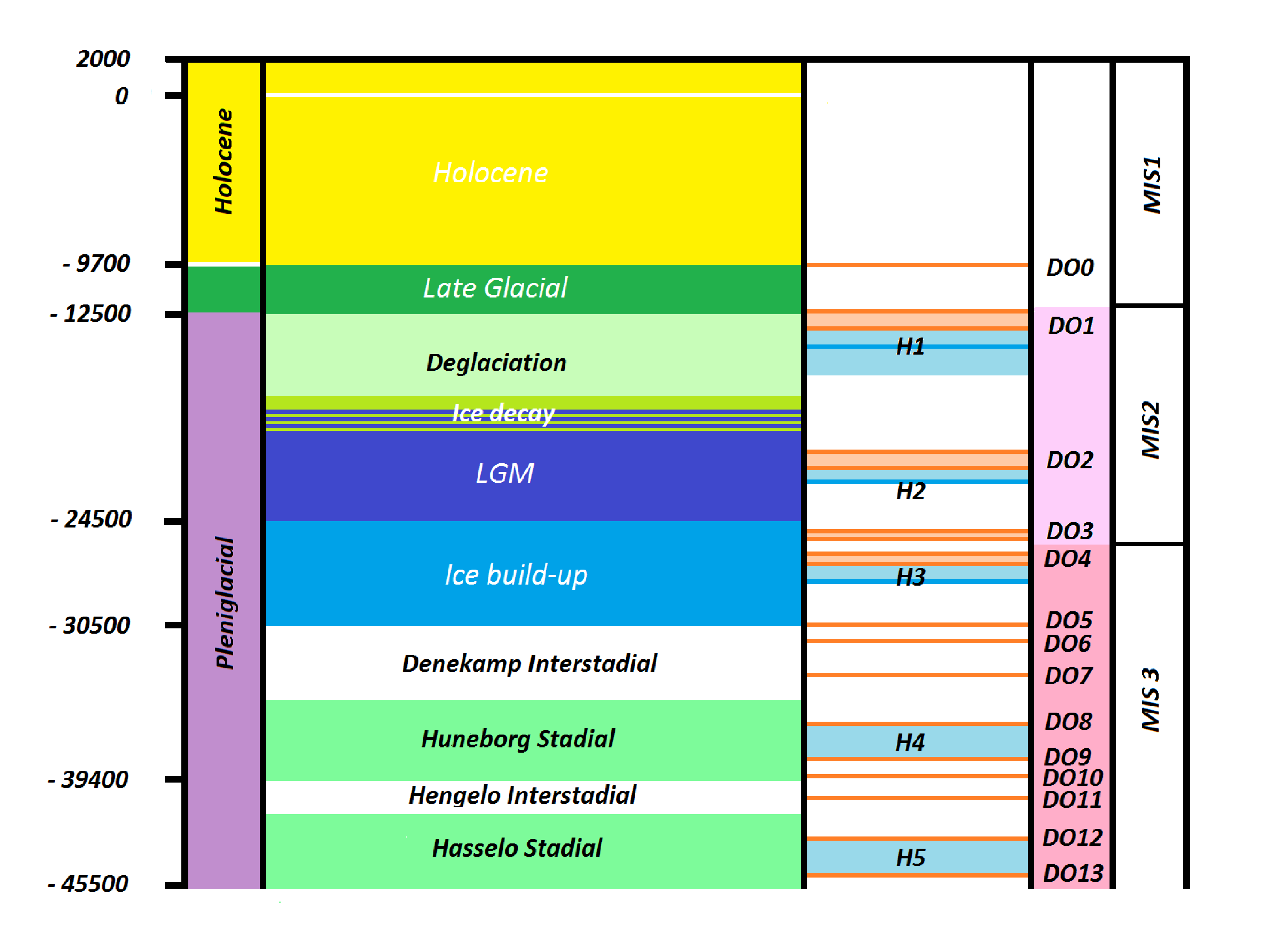
Zeitliche Stellung des Huneborg-Stadials

Das Huneborg-Stadial folgt auf das Hengelo-Interstadial und wird seinerseits vom Denekamp-Interstadial überlagert. Es ereignete sich während des MIS 3 und korreliert mit den Dansgaard-Oeschger-Ereignissen DO10, das den Beginn des Stadials markiert, sowie DO9 und DO8. Zwischen DO9 und DO8 fällt das Heinrich-Ereignis H4.
Das Huneborg-Stadial ist keine durchgehende Kälteanomalie, es wird vielmehr von einer Warmphase eingeleitet, dem Huneborg-Interstadial oder Huneborg I, gekennzeichnet durch DO10 und DO9. Erst mit dem Heinrich-Ereignis H4 wurden stadiale Bedingungen verwirklicht. Das Huneborg-Stadial schließt ab DO8 mit einer erneuten Warmphase, dem Huneborg II; diese Warmphase entspricht in der Archäologie dem Les Cottés-Interstadial.
Das Huneborg-Stadial umfasst die Pollenstufen XI, XII und XIII-XII.

## Datierung
Eine Direktdatierung des Huneborg-Stadials ist nicht bekannt, es kann aber über das Ende des Hengelo-Interstadials und DO10 sowie den Beginn des Denekamp-Interstadials in den Zeitraum 39.400 bis 34.900 v. Chr. eingeordnet werden. Anhand des grönländischen Eisbohrkerns NGRIP kann DO10 mit 39.800 Jahren v. Chr. veranschlagt werden, das Ende des Stadials kommt bei 34.800 v. Chr. zu liegen. Van der Hammen (1995) weist dem Intervall Huneborg I 35.700 bis 34.500 Radiokohlenstoffjahre zu, d. h. kalibriert (mit CalPal) den Zeitabschnitt 39.206 bis 37.801 v. Chr. Für Huneborg II gibt er 33.300 bis 32.000 Radiokohlenstoffjahre an bzw. 35.547 bis 34.069 v. Chr. Das eigentliche Stadial überdeckt somit die Zeitspanne 37.801 bis 35.547 v. Chr.

## Umweltparameter

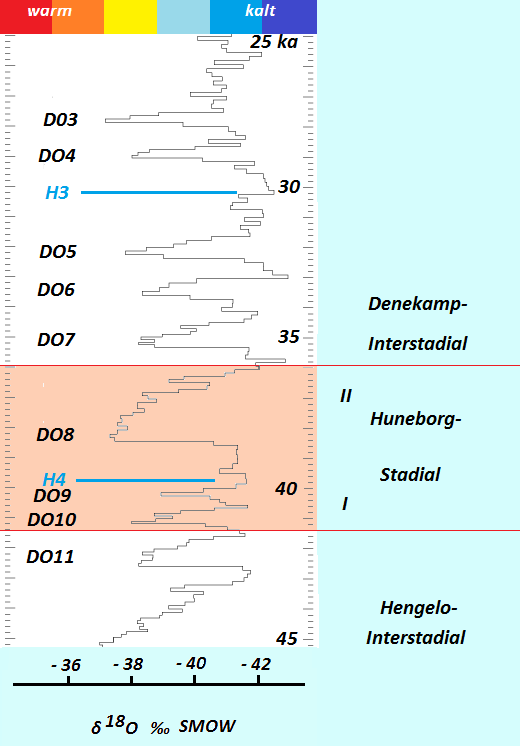
Das Huneborg-Stadial im zeitlichen Rahmen 25 bis 45 ka BP und Verlauf der GISP 2-Sauerstoffisotopenkurve

### Sauerstoffisotopen
Die δ18O-Werte für das eigentliche Stadial bewegen sich um – 43,5 ‰. Die Interstadiale erreichten jedoch  wesentlich höhere Werte (bis zu 5,5 ‰), Huneborg II (DO8) beispielsweise – 38 ‰ und Huneborg I (DO10) – 38,7 ‰. Die Wärmeanomalie DO 9 war mit – 40 ‰ etwas undeutlicher ausgeprägt.

## Klima

### Temperaturen
Marshall und Koutnik (2006) fanden für den südöstlichen Laurentidischen Eisschild eine Schwankung in den Jahresdurchschnittstemperaturen von nahezu 7 °C zwischen dem Stadial und dem Interstadial Huneborg II.

### Vegetation
Aufgrund der recht hohen Temperaturschwankungen innerhalb des Huneborg-Stadials oszillierte die Vegetation in Mitteleuropa zwischen subarktischen (Interstadiale) und arktischen  (Stadial) Pflanzenvergesellschaftungen. Während des H4 etablierte sich sogar Permafrost.

## Vulkaneruption
Unmittelbar nach dem H4-Ereignis ereignete sich die Supereruption des Kampanischen Ignimbrits, datiert mit 39.280 Jahren BP bzw. 37.300 v. Chr. Sie erreichte mit insgesamt 430 bis 680 Kubikkilometern ausgeworfenen Materials auf dem VEI die Stufe 7. Die Folgen dieses Ereignisses waren neben Vulkanischen Wintern möglicherweise die Verdrängung der Neandertaler durch den anatomisch modernen Menschen.

## Magnetfeldumkehrung
Zentriert um 41.000 Jahre BP bzw. 39.000 v. Chr. (Zeitraum 41.900 bis 39.600 Jahre BP) kam es zum Laschamp-Ereignis, einer relativ kurzzeitigen Umpolung des Erdmagnetfeldes. Bedingt durch die gleichzeitig einhergehende Intensitätsverringerung erhöhte sich die Kosmische Strahlung erkennbar am Anstieg der Radionuklide 10Be und 14C.

## Kulturelle Entwicklung und Archäologie
Das Huneborg-Stadial korreliert mit dem Frühen Jungpaläolithikum. Mit Huneborg II erfolgte der Übergang vom Moustérien zum Aurignacien. Die aus diesem Intervall stammende Fundstätte Maisières-Canal bei Mons in Belgien belegt mit ihren Werkzeugfunden bereits das Aurignacien. Die Sonderentwicklung des Szeletiens während des Huneborg-Stadials stellt eine lokale Entwicklung Osteuropas dar. Das östliche Szeletien wird durch die Fundstätte Buran-Kaya III auf der Krim vertreten. Eine weitere Fundstätte auf der Krim ist Kabazi V, ein Abri, der von Neandertalern bewohnt wurde.
Die österreichische Fundstätte Schwallenbach (Fundort der Venus von Willendorf) mit dem Horizont Schwallenbach II sowie Willendorf II (Horizont C-4) entsprechen ebenfalls dem Huneborg II. Sie dokumentieren ein bereits fortgeschrittenes Aurignacien.